# إعلان دمشق للتغيير الوطني الديمقراطي
إعلان دمشق للتغيير الوطني الديمقراطي اسم يطلق على الوثيقة التي وقع عليها عام 2005 شخصيات بارزة من المجتمع المدني إضافة إلى الإسلاميين والليبراليين السوريين، وتدعو إلى إنهاء 35 عامًا من حكم أسرة الأسد لسوريا واستبداله بنظام ديمقراطي.
ووثيقة إعلان دمشق هي الجامعة لقوى التغيير الوطنية المعارضة في سوريا وتتضمن على بنود أساسية ترسم خطوطًا عريضة لعملية التغيير الديمقراطي في سوريا، وكيفية إنهاء النظام الأمني الشمولي الذي قّد الحريّات ومنعَ الحركات المُعارضة، كما لعب دوراً في نشر الفساد. حيث قبض حزب البعث العربي الاشتراكي على السلطة في انقلاب عسكري عام 1963، ثم عاد وانقلب على نفسه بحركة تصفيات واسعة بعد الحركة التصحيحية قيادة حافظ الأسد عام 1970).
تميز إعلان دمشق بأنه أول إعلان معارض يصدر عن جهات سورية معارضة في الداخل السوري بعد أن كانت هذه البيانات من اختصاص المعارضة في الخارج، وينحو هذا الميثاق إلى صيغة توفيقية بين قوى وطنية علمانية متعدِّدة وحركة الإخوان المسلمين في سوريا - المصنّفة جماعة إرهابية - ومن هنا يأتي تأكيده أهمية الإسلام دينًا للأكثرية، وفي الوقت نفسه تأكيده المساواة الشاملة في حقوق المواطنة لكل مواطن سوري بغض النظر عن انتمائه العِرقي أو الطائفي[بحاجة لدقة أكثر]. يؤكد الميثاق أيضًا ضرورة إيجاد حل عادل للقضية الكردية مع أنه لم يتطرق لهذا الخصوص، ويبرر الموقعون على إعلان دمشق ذلك بانهم لا يملكون بعد تفويضًا من الشعب السوري لبحث مثل هذه المواضيع مع الأقلية الكردية، لكن التفاوض سيحل كل مشكلة بعد إجراء انتخابات ديمقراطية والتخلص من النظام الأمني السوري.
وقَّع الإعلان في أكتوبر 2005 التجمعُ الوطني الديمقراطي في سوريا بأحزابه الخمسة (الاتحاد الاشتراكي العربي الديمقراطي، حزب الشعب الديمقراطي السوري، حزب العمال الثوري العربي، حركة الاشتراكيين العرب وحزب البعث الديمقراطي العربي الاشتراكي)[ما هي؟]
(حزب الشعب الديمقراطي السوري - الاتحاد الاشتراكي - إلخ..) والتحالف الديمقراطي الكردي في سوريا، ولجان إحياء المجتمع المدني، والجبهة الديمقراطية الكردية في سوريا، وحزب المستقبل، واللجنة السورية لحقوق الإنسان، وشخصيات مستقلة تضم كلًا من: النائب المعارض رياض سيف الذي اعتُقل ثم أُفرج عنه، وميشيل كيلو والمفكر الإسلامي جودت سعيد، وعبد الرزاق عيد، الدكتور أحمد طعمة ،وسمير النشار، وفداء أكرم الحوراني، وعادل زكار، وعبد الكريم الضحاك، والمحامي هيثم المالح، والطبيب الشاعر ياسر العيتي، ونايف قيسية والاستاذ مؤمن الحسين. كما انضمت المنظمة الآثورية الديمقراطية إلى الموقعين على وثيقة اعلان دمشق بموجب البيان المشترك بين المنظمة الآثورية الديمقراطية واللجنة المؤقتة لإعلان دمشق بتارخ 7 كانون الثاني 2006.
وأعلنت جماعة الإخوان المسلمين في سوريا برئاسة علي صدر الدين البيانوني التي تتخذ من لندن مقرًا لها «تأييدها الكامل لإعلان دمشق للتغيير الوطني الديمقراطي ممهدا لانعقاد المؤتمر الوطني الشامل ومدخلا للتغيير».